# Fredrik Paulún
Fredrik Paulún, född 20 juli 1970 i Bromma i Stockholm, är en svensk näringsfysiolog och författare.
Paulún är utbildad nutritionist och har en filosofie magister-examen i näringslära. Han har haft artiklar i ett antal tidningar och medverkat såväl i TV som radio. Han driver även en podcast med näringsfysiologen Martin Brunnberg.
Paulún har författat ett antal böcker inom bland annat näringslära, biohacking och rödljusterapi. Böckerna har översatts till en rad olika språk.
Livsmedel med varumärket Paulúns började säljas 2005. Sedan 2010 är Orkla Foods Sverige AB (f.d. Procordia) licenstagare.